# Tom (musique)
Pour les articles homonymes, voir Tom.
 (mars 2019).
Si vous disposez d'ouvrages ou d'articles de référence ou si vous connaissez des sites web de qualité traitant du thème abordé ici, merci de compléter l'article en donnant les références utiles à sa vérifiabilité et en les liant à la section « Notes et références ».
Dans un groupe de musique, un tom est l'un des éléments d'une batterie.
On en trouve généralement trois sur les configurations standard (historiquement, 12, 13 et 16 pouces) mais on peut en rajouter à peu près autant que l'on souhaite. Il s'agit d'un fût de bois sur lequel est tendue une peau synthétique ou, plus rarement, animale, que l'on frappe à l'aide des baguettes. Les toms sont souvent utilisés dans les breaks pour marquer la transition entre deux rythmes ou pour appuyer des passages rythmés.

## Principe

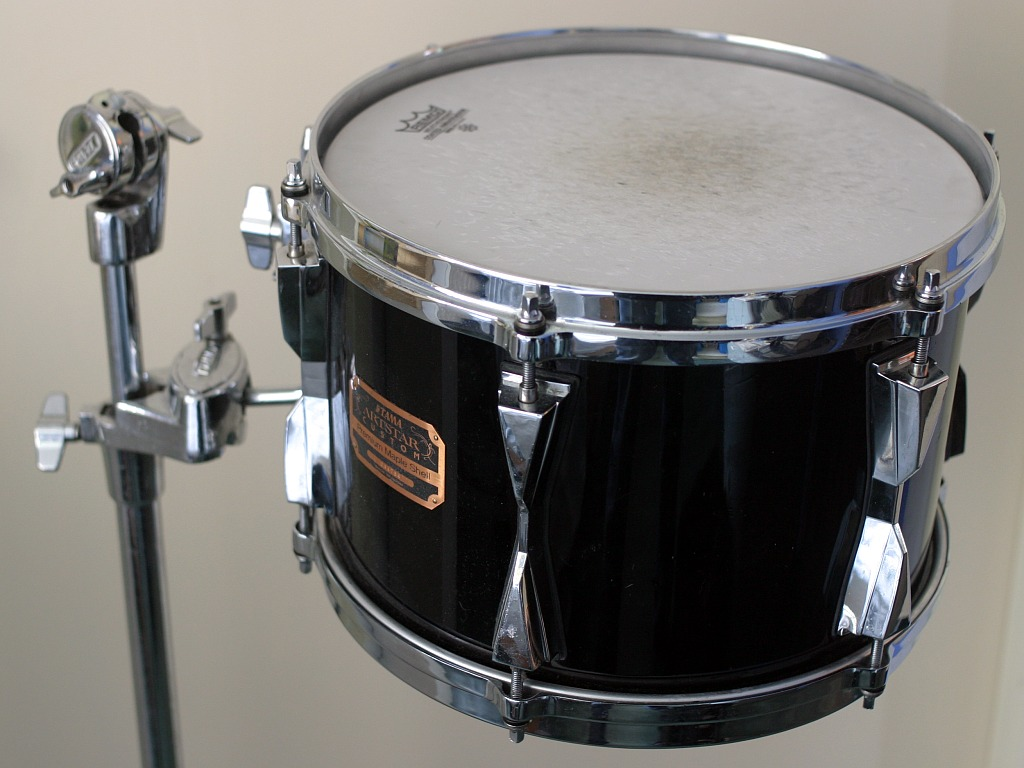
Tom médium sur un pied de cymbale avec une attache à rotule.

Le tom est un petit tambour (8 à 18 pouces de diamètre) sans timbre (contrairement au tambour militaire et à la caisse claire) et généralement muni d'un fût plus profond que les caisses (mais sans dépasser leur diamètre, contrairement au surdo, repinique brésilien ou dunun africain). Dans les toutes premières batteries de jazz (au début du XXe siècle), il s'agissait de petits tambours chinois (avec peau clouée et fûts arrondis, comme des tonneaux et il n'y en avait en général qu'un seul (importé de Chine), voire aucun).
Le fût est percé, sur ses pourtours inférieur et supérieur, d'une série de trous que traversent des vis orientées vers l'extérieur. Sur celles-ci viennent se fixer des coquilles dans lesquelles d'autres vis, à tête carrée, vont venir s'insérer à angle droit. La peau de frappe est posée sur la face supérieure du fût et la peau de résonance sur la face postérieure. Elles reposent sur les chanfreins (ou bords) du fût. Sur les peaux, on place deux cercles d'acier inoxydable, de cuivre ou encore de bois : leur diamètre est légèrement supérieur à celui des peaux et est pourvu d'un nombre de perforations équivalent à celles du fût. Les vis les traversent et s'insèrent dans les coquilles, rendant alors possible l'accordage du tom.
Il est nécessaire d'utiliser une clé spécifique pour serrer ou desserrer les vis d'accordage. L'immense majorité des fabricants utilise le même format de vis. Le fabricant allemand Sonor a, pendant plusieurs décennies, choisi d'utiliser un format de vis particulier, choix problématique en cas de perte. Pour pallier cet inconvénient, depuis le début des années 2000, leurs nouveaux modèles sont livrés équipés de vis standard.

## Composition et finition
Les matériaux de fabrication et le niveau de finition des toms varient selon le fabricant et la gamme de prix. Ils partagent les caractéristiques des autres éléments de percussion constitutifs d'une batterie traditionnelle, à savoir la grosse caisse et la caisse claire.

## Fixation

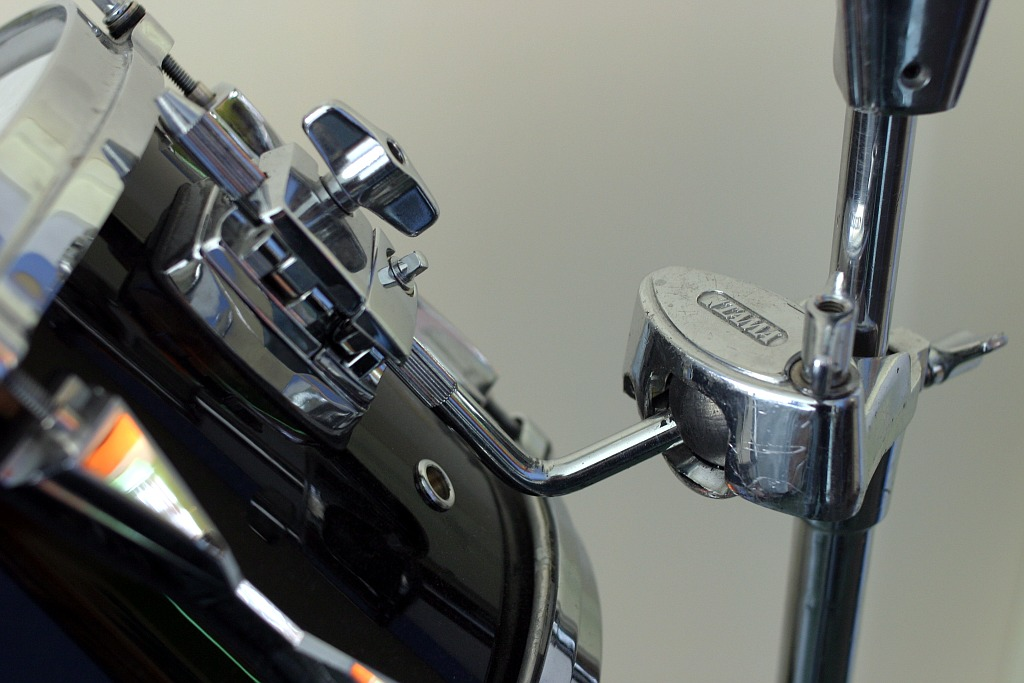
Gros plan sur un système de fixation à rotule. Sur ce tom Tama, les coquilles « longues » font toute la hauteur du fût.

Il existe différents types d'attaches, la plus répandue consistant en un tube articulé rentrant dans deux orifices, l'un pratiqué sur la circonférence du tom, l'autre sur la partie supérieure de la grosse caisse. D'autres modèles utilisent, en guise d'articulation, une boule en synthétique très résistant enserrée entre deux parties mobiles, appelée rotule, qui permet un positionnement du fût plus précis et rapide car ne faisant pas appel à la clé de réglage.
Les toms basse, dont le diamètre varie généralement de 14" à 18" sont, selon leur profondeur, soit pourvus d'attaches de même type que les toms médium et fixés ensuite sur un trépied dédié ou un pied de cymbale, soit équipés chacun de trois pieds coulissant dans le sens de la hauteur du tom afin de les rendre stables et facilement réglables.
Depuis les années 1990, on trouve également des suspensions qui se fixent sur le cercle tenant la peau : elles permettent au tom de résonner plus longtemps, améliorant ainsi considérablement le sustain.